# Genderrevealparty

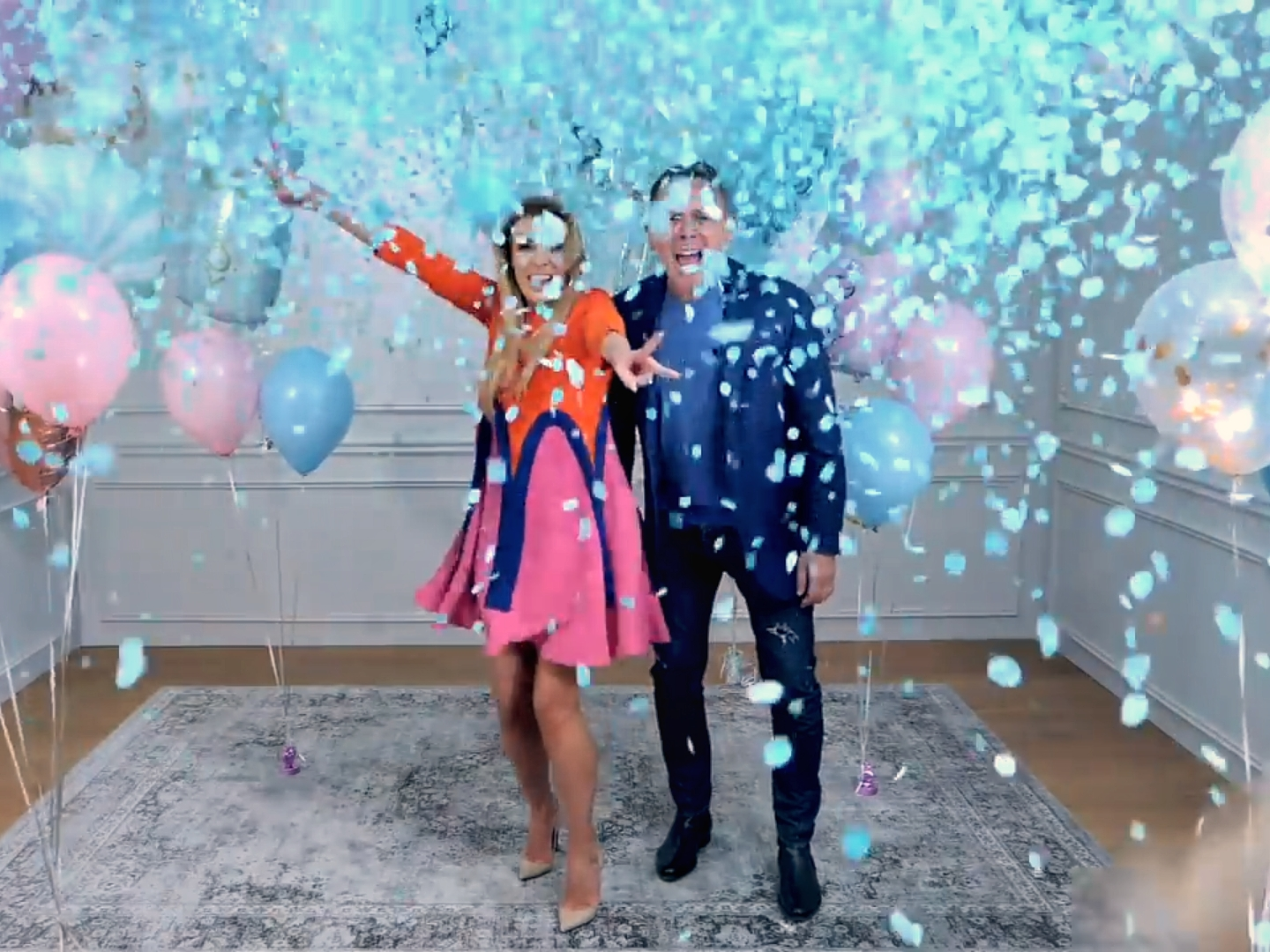
Blauwe confetti die de komst van een jongetje suggereert

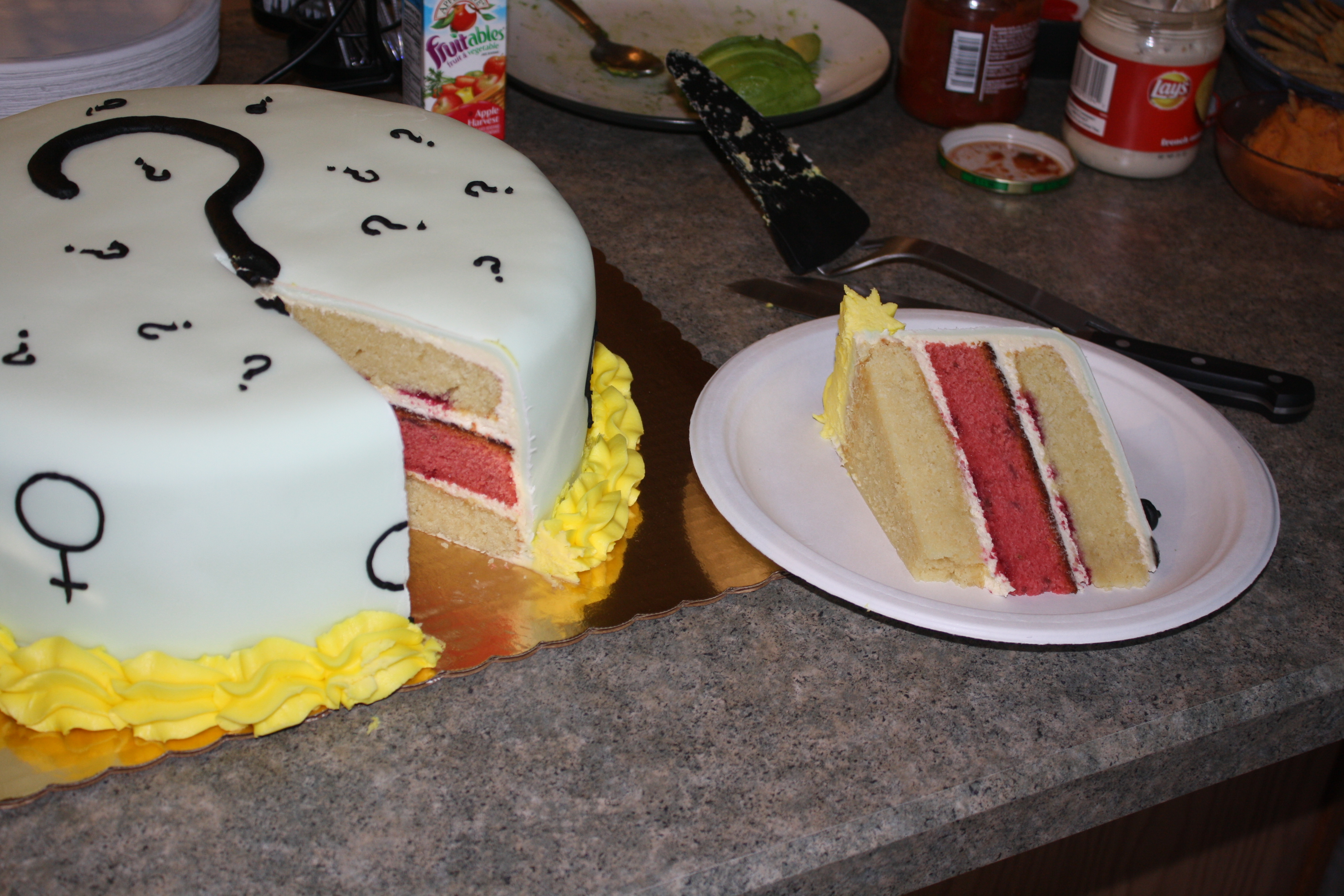
Een gendercake opengesneden met een roze middelste laag die verwijst naar de komst van een meisje

Een genderrevealparty is een feest waarbij aanstaande ouders vrienden en familie uitnodigen en het geslacht van de baby onthuld wordt. Dit is een trend die is komen overwaaien vanuit de Verenigde Staten en die vrij nieuw is in Nederland. De eerste melding van zulke feesten dateert uit 2008. Een genderrevealparty onderscheidt zich van een babyshower, een bijeenkomst waarbij cadeaus worden gegeven.
Genderrevealparty's worden meestal ergens halverwege de zwangerschap gehouden. Vaak worden roze (voor een meisje) en blauw (voor een jongetje) gebruikt om het geslacht bekend te maken. Er zijn diverse genderrevealopties, zoals een taart, een piñata of zelfs een brandblusser met roze of blauw poeder. Wanneer de taart wordt gesneden of de piñata wordt geopend, wordt de kleur onthuld die wordt geassocieerd met het geslacht van de baby.

## Omschrijving
Hoewel een genderrevealparty een babyshower kan vervangen, is het vaak een apart evenement. In dat geval wordt er meestal een genderrevealparty gehouden na de eerste drie maanden, maar vóór de babyshower, zodat gasten die dat willen geslachtsspecifieke geschenken kunnen geven. De genderrevealparty staat doorgaans open voor mannen en vrouwen, in tegenstelling tot de babyshower waar vaak vooral vrouwen komen. Vaak worden spellen gedaan waarbij het geslacht geraden moet worden.
Er zijn diverse manieren om het geslacht van de baby te onthullen. Soms weten de aanstaande ouders het geslacht zelf al wel, maar vaak is het ook voor hen nog een verrassing. Een manier om het geslacht bekend te maken is het snijden van een speciale taart waarbij de binnenkant blauw of roze is, maar ook het doorprikken van een ballon waar confetti uitkomt, een gekleurd rook- en confettikanon of zelfs een brandblusser met blauw of roze poeder horen tot de mogelijkheden.

## Verder lezen
- (en) Gieseler, Carly (2018). Gender-reveal parties: performing community identity in pink and blue. Journal of Gender Studies 27 (6): 661–671. DOI: 10.1080/09589236.2017.1287066.
- (en) Nahata, Leena (2017). The Gender Reveal: Implications of a Cultural Tradition for Pediatric Health. Pediatrics 140 (6). PMID 29175971. DOI: 10.1542/peds.2017-1834.
- (en) Kotila, Letitia E. (oktober 2014). Boy or girl? Maternal psychological correlates of knowing fetal sex. Personality and Individual Differences 68: 195–198. ISSN: 0191-8869. PMID 26279598. PMC 4535729. DOI: 10.1016/j.paid.2014.04.009.